# 구상화산
구상화산(臼狀火山, Homate)은 보통의 화산에 비해 높이가 낮고, 정상에 거대한 화구가 있는 거대한 화산이다.
이 화산은 탑상화산과 마찬가지로 지구상에 많지 않고, 가장 보기 드문 형태이다. 이 화산 유형은 강력한
분화에 의해 형성되는데, 대부분은 산 정상에 칼데라를 가지고 있다. 좋은 예는 하와이의 호놀룰루 섬에
있는 다이아몬드헤드 산, 탄자니아의 응고롱고로 분화구 등 여러 화산이 있다.

## 생성 형식
대부분 강력한 분화로 형성되지만 큰 화산이 생긴 후 다시 큰 분화가 일면 이런 형태의 화산이 만들어진다.
그 후에는 활동을 하지 않는 경우도 있다.